# Barrage (denksport)
Een barrage of herkamp is in denksporten, zoals dammen en schaken, een voortzetting van een toernooi of match tussen gelijk geëindigde spelers. De barrage wordt uitgevoerd met een aantal partijen die meestal met steeds minder bedenktijd worden gespeeld. Eerst worden partijen met hetzelfde tempo als in het toernooi of de match gespeeld en als daar geen winnaar uitkomt met rapid- en eventueel blitztempo. 
Als dat geen soelaas biedt, worden uiteenlopende dingen zoals het Sonneborn-Bergersysteem, loting, micromatches en een gedeelde klassering toegepast. Zo is het Nederlands kampioenschap dammen 2001 uiteindelijk door loting beslist en werden micromatches gespeeld in de WK's 2004 en 2009. 

## Tiebreak
- Bij dammen wordt een WK-match of barrage van een toernooi soms gespeeld in de vorm van sets die bij gelijk eindigen worden beslist door een tiebreak die ook volgens het principe van een barrage wordt gespeeld. Een tiebreak wordt soms ook gespeeld over een gedeelte van de partijen, met regulier tempo van een WK-match zoals in 2018/19 en 2022.

- Bij schaken wordt met tiebreak een barrage van een schaaktoernooi of -match bedoeld.